# Xincheng (Hohhot)
Xincheng léase Sin-Chéng (en chino:新城区 , pinyin:Xīnchéng qū , en mongol:Шинэ хот дүүрэг, transliteración:Sin-e Qota toɣoriɣ , lit:Ciudad Nueva)  es un distrito urbano
bajo la administración directa de la ciudad-prefectura de Hohhot en la provincia de Mongolia Interior, República Popular China. 
La región yace en la meseta Hetao (河套) que se podría dividir en dos, la primera es la zona montañosa Deqing (大青山) que pertenece al sistema de Montañas Yin donde hay cumbres que superan los 2000 m s. n. m. y la segunda es la zona urbana llana aluvial que se extiende por 55 km² ubicada a una altitud promedio de 1050 m s. n. m. La ciudad es bañada por el río Dehei (大黑河) , un tributario del Río Amarillo .
El distrito está al este de Huimin  (sede de gobierno local) y es centro cultural y económico en la región, ubicado a 400 kilómetros de Beijing , la línea férrea Beijing-Baotou (京包铁路) pasa por el norte del distrito. Es un importante puente entre China hacia Mongolia, Rusia y Europa del Este. Su área total es de 700 km² y su población proyectada para 2012 fue de 320 000 habitantes.

## Administración
El distrito de Xincheng divide en 9 pueblos que se administran en 7 subdistritos, 1 poblados y villa.

## Historia
La ciudad fue construida en el cuarto año del emperador Qianlong de la dinastía Qing (1739) y recibió su nombre por la Ciudad de Suiyuan (绥远城) , una guarnición militar, lo que es hoy el Distrito de Yuquan.
Debido a que la ciudad de Guihua (归化城) se construyó antes que la ciudad de Suiyuan (绥远城), la ciudad de Suiyuan se llamó "Ciudad Nueva" y la ciudad de Guihua fue la "Ciudad Vieja". El distrito de Xincheng  basado en la ciudad de Suiyuan fue establecido formalmente en 1953.

## Recursos
Hay más de diez tipos de minerales como el oro, plata, hierro, carbón, cobre, mármol, coltán y flogopita. 

## Clima
La ciudad es fría, marcada por veranos calientes y vientos fuertes en primavera. El mes más frío es enero con −11 °C y el más caliente es julio con 22 °C. La temperatura media anual es de 6,7 °C y la precipitación media es de 400 milímetros, con más de la mitad en julio y agosto.
| Parámetros climáticos promedio de Xincheng (1971−2000) | Parámetros climáticos promedio de Xincheng (1971−2000) | Parámetros climáticos promedio de Xincheng (1971−2000) | Parámetros climáticos promedio de Xincheng (1971−2000) | Parámetros climáticos promedio de Xincheng (1971−2000) | Parámetros climáticos promedio de Xincheng (1971−2000) | Parámetros climáticos promedio de Xincheng (1971−2000) | Parámetros climáticos promedio de Xincheng (1971−2000) | Parámetros climáticos promedio de Xincheng (1971−2000) | Parámetros climáticos promedio de Xincheng (1971−2000) | Parámetros climáticos promedio de Xincheng (1971−2000) | Parámetros climáticos promedio de Xincheng (1971−2000) | Parámetros climáticos promedio de Xincheng (1971−2000) | Parámetros climáticos promedio de Xincheng (1971−2000) |
| Mes                                                    | Ene.                                                   | Feb.                                                   | Mar.                                                   | Abr.                                                   | May.                                                   | Jun.                                                   | Jul.                                                   | Ago.                                                   | Sep.                                                   | Oct.                                                   | Nov.                                                   | Dic.                                                   | Anual                                                  |
| ------------------------------------------------------ | ------------------------------------------------------ | ------------------------------------------------------ | ------------------------------------------------------ | ------------------------------------------------------ | ------------------------------------------------------ | ------------------------------------------------------ | ------------------------------------------------------ | ------------------------------------------------------ | ------------------------------------------------------ | ------------------------------------------------------ | ------------------------------------------------------ | ------------------------------------------------------ | ------------------------------------------------------ |
| Temp. máx. media (°C)                                  | −5.0                                                   | −0.4                                                   | 7.0                                                    | 16.3                                                   | 23.2                                                   | 27.3                                                   | 28.5                                                   | 26.4                                                   | 21.2                                                   | 14.1                                                   | 4.4                                                    | −3.2                                                   | 13.30                                                  |
| Temp. mín. media (°C)                                  | −16.8                                                  | −12.8                                                  | −5.5                                                   | 1.6                                                    | 8.2                                                    | 13.3                                                   | 16.4                                                   | 14.8                                                   | 8.3                                                    | 1.0                                                    | −7.0                                                   | −14.2                                                  | 0.6                                                    |
| Precipitación total (mm)                               | 2.6                                                    | 5.2                                                    | 10.2                                                   | 13.5                                                   | 27.6                                                   | 47.2                                                   | 106.5                                                  | 109.1                                                  | 47.4                                                   | 20.7                                                   | 6.2                                                    | 1.8                                                    | 398.0                                                  |
| Días de precipitaciones (≥ 0.1 mm)                     | 2.5                                                    | 2.8                                                    | 3.4                                                    | 3.7                                                    | 6.0                                                    | 8.9                                                    | 12.9                                                   | 12.7                                                   | 8.3                                                    | 4.5                                                    | 2.4                                                    | 1.8                                                    | 69.9                                                   |
| Horas de sol                                           | 180.7                                                  | 198.3                                                  | 245.5                                                  | 268.6                                                  | 294.5                                                  | 291.3                                                  | 264.9                                                  | 255.2                                                  | 252.1                                                  | 244.8                                                  | 195.3                                                  | 171.0                                                  | 2862.2                                                 |
| Humedad relativa (%)                                   | 58                                                     | 52                                                     | 46                                                     | 37                                                     | 39                                                     | 47                                                     | 61                                                     | 66                                                     | 62                                                     | 59                                                     | 59                                                     | 59                                                     | 53.8                                                   |
| Fuente: Administración Meteorológica China             |                                                        |                                                        |                                                        |                                                        |                                                        |                                                        |                                                        |                                                        |                                                        |                                                        |                                                        |                                                        |                                                        |